# Crise de succession portugaise (1580)
Ne doit pas être confondu avec Crise de succession portugaise (1826-1834).
La crise de succession portugaise de 1580 est une période d'incertitudes et de troubles qu'a connus le Portugal pour remplacer le roi Sébastien Ier de Portugal, mort sans héritier, et son premier successeur Henri Ier au début de 1580. Les Cortes portugais doivent désigner qui, parmi les divers prétendants, peut occuper le trône, mais avant l'élection, le roi Philippe II d'Espagne, faisant valoir son droit de succession à la couronne portugaise, ordonne l'invasion militaire du pays. L'infant Antoine se proclame roi, mais ses troupes sont défaites par l'armée espagnole lors de la bataille d'Alcántara, et un an plus tard, Philippe est reconnu roi du Portugal.
Cela allait être le début d'une période pendant lequel le Portugal ainsi que les autres royaumes hispaniques ont partagé le même monarque dans une union dynastique aeque principaliter, qui s'est prolongée jusqu'en 1640, date à laquelle a commencé la guerre de restauration du Portugal.

## Mort de Sébastien Ier

Drapeau du Portugal en 1580

En 1578, le jeune roi Sébastien Ier de Portugal meurt lors de la bataille des Trois Rois sans laisser d'héritier. Le cardinal Henri Ier, grand-oncle de Sébastien, lui succède sur le trône. Henri Ier essaie de renoncer à sa condition religieuse pour pouvoir avoir une descendance qui perpétue la Maison d'Aviz, mais le pape Grégoire XIII, appuyant la Maison d'Autriche, refuse qu'il abandonne sa dignité de cardinal. Le roi-cardinal meurt deux ans plus tard sans descendance, laissant inoccupé le trône du Portugal, ce qui provoque une crise dynastique.

### Régence provisoire
Le 11 janvier 1580, les Cortes d'Almeirim sont convoquées afin de déterminer la succession de la couronne portugaise. Elles sont interrompues par la mort d'Henri Ier le 31 janvier suivant, après quoi un conseil de régence formé par cinq gouverneurs est nommé, qui doit former un gouvernement intérimaire chargé d'administrer le pays. Ces cinq gouverneurs sont :
- Don Jorge de Almeida, archevêque de Lisbonne, président du conseil de régence;
- Don João Telo, juge suprême;
- Don Francisco de Sá Meneses;
- Don João de Mascarenhas;
- Don Diogo Lopes de Sousa,

parmi lesquels tous à l'exception de João Telo sont partisans de la montée sur le trône du Portugal de Philippe II d'Espagne, en partie à la suite des manœuvres de Cristóvão de Moura et de Pedro Téllez-Girón y de la Cueva, diplomates partisans de l'union avec l'Espagne.

## Candidats au trône
La noblesse portugaise était préoccupée par le souci de pouvoir maintenir son indépendance et elle a cherché de l'aide pour trouver un autre roi. À ce moment, le trône portugais était disputé par plusieurs candidats. En se conformant à l'antique coutume féodale, selon laquelle une naissance illégitime annulait les droits et la lignée de descendance masculine prévalait sur la féminine, ces candidats pouvaient être classés dans l'ordre de préférence suivant :
- Ranuce Ier Farnèse, âgé de 11 ans, (fils de Marie, aînée d'Édouard de Portugal, le fils puîné de Manuel Ier),
- Catherine, Duchesse consort de Bragance et ses fils (seconde fille de Édouard de Portugal et petite sœur de Marie), mariée avec le duc Jean Ier de Bragance,
- Philippe II d'Espagne et ses descendants (fils de Isabelle de Portugal, la fille aînée de Manuel Ier),
- Marie d'Autriche, impératrice du Saint-Empire, et ses fils (fille d'Isabelle de Portugal et sœur de Philippe II),
- Emmanuel-Philibert de Savoie et son fils (fils de Béatrice de Portugal, la jeune fille de Manuel Ier),
- Jean Ier de Bragance et ses fils (marié avec Catherine),
- L'infant Antoine de Portugal, prieur de Crato, qui était le petit-fils suivant la lignée masculine de Manuel Ier, mais fils illégitime de Louis de Portugal[2].

### Objections
Ranuce Ier Farnèse (1569-1622), duc de Parme et Plaisance, était le fils de Marie, la fille aînée de Eduardo de Portugal, duc de Guimarães et l'unique fils de Manuel Ier dont les descendants légitimes survivaient[pas clair]. La mort de son grand-oncle Henri Ier a marqué le début du conflit pour l'accession au trône alors qu'il était âgé de 11 ans. Selon la lignée dynastique, Ranuce était l'héritier le plus proche; cependant, son père Alexandre Farnèse, n'a pas défendu énergiquement les droits de Ranuce au trône, peut-être pour ne pas indisposer Philippe II, dont il était l'allié et le vassal.
Catherine, la duchesse de Bragance, a réclamé le trône de manière très ambitieuse mais sans succès. Catherine était mariée avec Jean Ier de Bragance, le petit-fils de Jaime de Bragance, également un héritier légitime de Manuel Ier et dont la mère était la fille de Ferdinand, le Duc de Viseu, second fils du roi Édouard Ier. La duchesse avait un fils, Théodose II de Bragance, qui serait son héritier et successeur au trône. La demande de la duchesse était relativement forte, puisqu'elle était renforcée par la position de son mari, un des héritiers légitimes; selon elle, tous deux avaient droit d'être rois. De plus, la duchesse vivait au Portugal, et non à l'étranger et elle était majeure. Son point faible était sa condition féminine (le Portugal n'avait pas encore eu une reine titulaire).
Philippe II était descendant de Manuel Ier par la lignée féminine; sa condition d'étranger (même si sa mère était portugaise) constituait un désavantage pour sa candidature, mais son âge et sa condition masculine le mettaient dans une position meilleure que celle des deux candidats précédents. Rodrigo Vázquez de Arce et Luis de Molina ont été envoyés au Portugal comme ambassadeurs de Philippe II avec la mission de défendre sa candidature au trône.

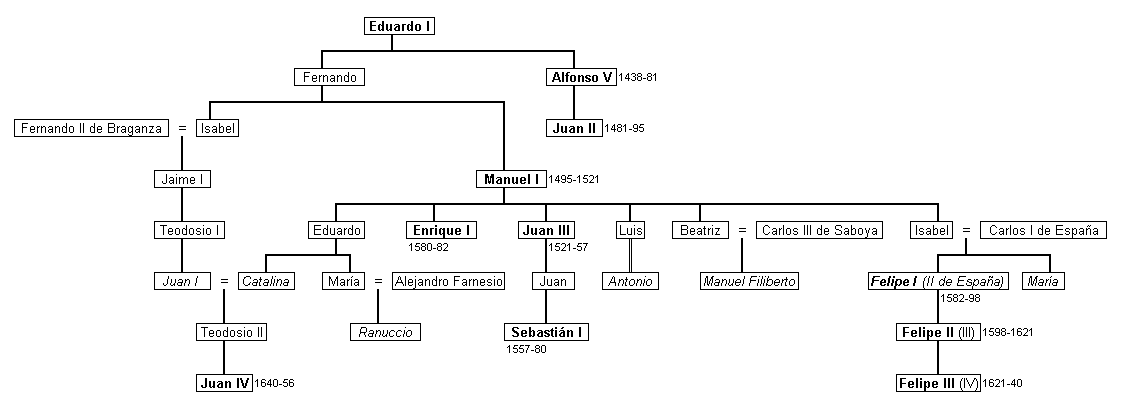
Arbre généalogique des candidats au trône (les aspirants sont en italique, les rois du Portugal en caractères gras).

## Antoine et Philippe II

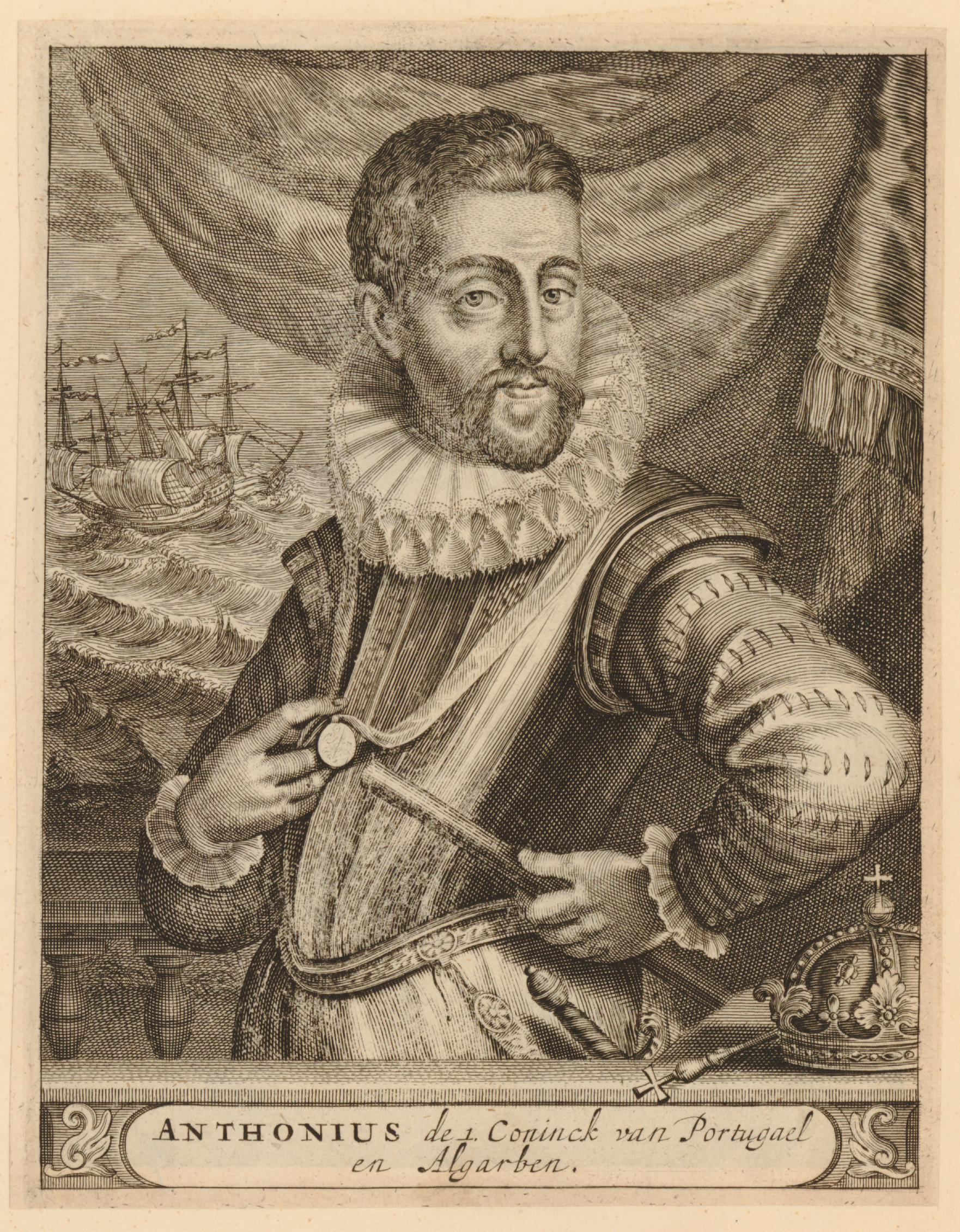
Don Antoine de Portugal.

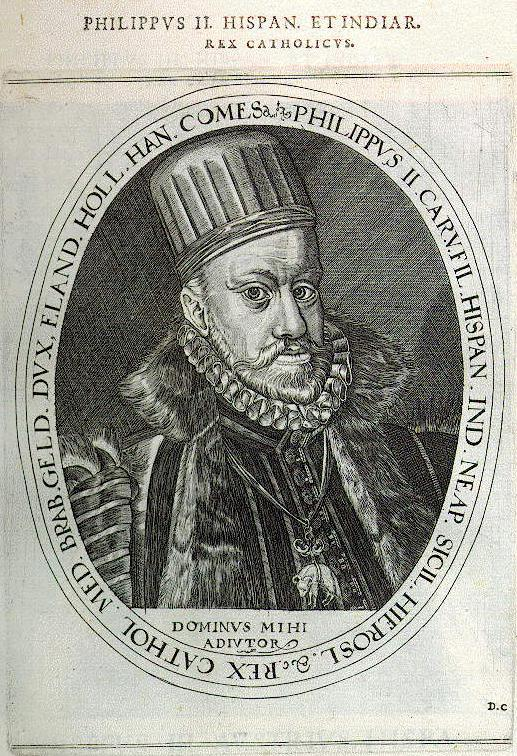
Philippe II.

Antoine (1531-1595), prieur de Crato, a été un des prétendants au trône du Portugal durant la crise de 1580, et a été roi du Portugal (durant une courte période sur le continent, et jusqu'en 1581 de iure dans les Açores, et de facto jusqu'en 1583). Antoine était le fils illégitime de Louis de Portugal, et par conséquent petit-fils du roi Manuel Ier. Précisément à cause de son origine illégitime, ses prétentions étaient affaiblies et elles étaient considérées comme invalides. Antoine a lutté pour défendre sa revendication, mais ses prétentions ont cédé devant celles du Cardinal Henri. En janvier 1580, quand les Cortes se sont réunies à Almeirim pour choisir un héritier, le cardinal est décédé et la régence du royaume a été confiée à un ensemble de cinq membres.

### Occupation militaire

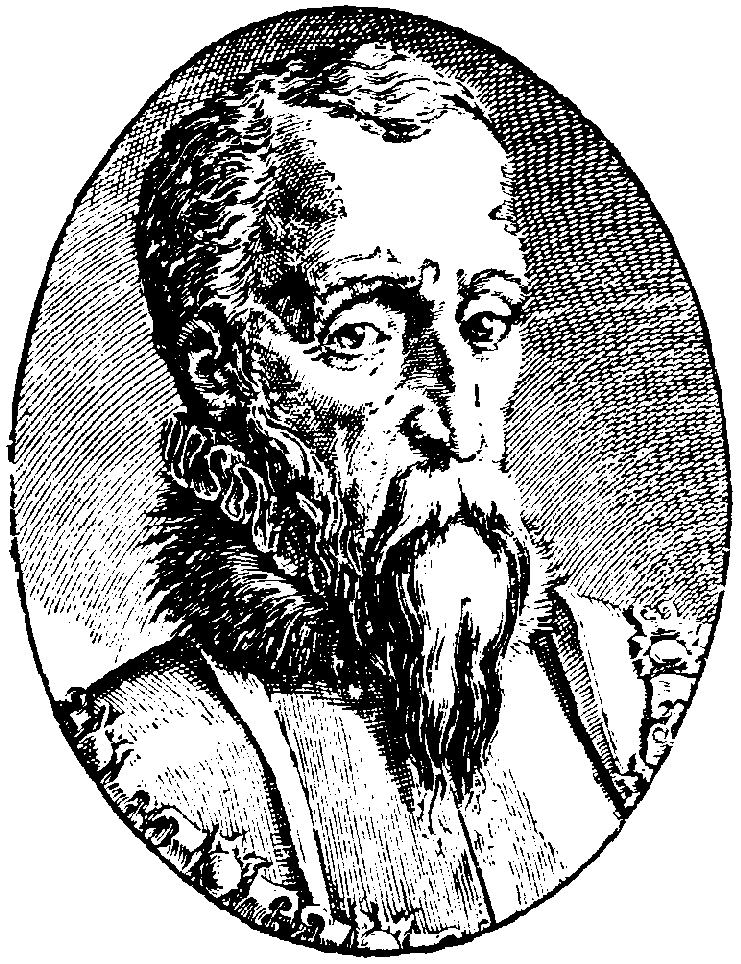
Le duc d'Albe

Les réticences portugaises à la candidature de Philippe II ont persuadé ce dernier d'appuyer ses réclamations par l'occupation militaire du pays. (À la mi-février 1580 à la cour de Madrid, on préparait l'expédition.) En juin, l'armée espagnole réunie par Philippe II à Badajoz est entrée au Portugal par Elvas, 35 000 hommes sous le commandement de Ferdinand Alvare de Tolède, III duc d'Albe (73 ans). Son fils, Fernand de Tolède, l'accompagnait en tant que lieutenant ; Francés de Álava était général de l'artillerie et Sancho d'Avila le maître de camp général. Au même moment à Cadix était rassemblée une flotte de 64 galères, 21 navires et 9 frégates, ainsi que 63 chaloupes, dont le commandement était confié à Álvaro de Bazán.
Toutes ces forces devaient faire route vers Lisbonne pour prendre possession du pays au nom de Philippe II.

## Couronnement et déroute d'Antoine
Le 24 juillet 1580, anticipant la décision du conseil de régence, Antoine s'est autoproclamé roi du Portugal à Santarém, en étant acclamé dans plusieurs localités du pays ; son gouvernement a duré trente jours, jusqu'à ce qu'il soit mis en déroute à la Bataille d'Alcántara par le Duc d'Albe au nom de Philippe II d'Espagne. Après la prise de Lisbonne par les tercios espagnols puis celle de Porto, il a essayé de gouverner le pays depuis l'île de Terceira dans les Açores, où il a établi un gouvernement en exil jusqu'en 1583. Antoine a fait frapper des pièces, une manière de marquer sa souveraineté. Certains auteurs le considèrent comme le dernier monarque de la Maison d'Aviz (au lieu du Cardinal Henri). Son gouvernement dans Terceira a été seulement reconnu par les habitants des Açores, alors que sur le continent et à Madère, c'est Philippe II qui gouvernait.
Après sa défaite dans les Açores à la bataille des Açores en 1583, Antoine s'est exilé en France, le traditionnel ennemi de la Maison d'Autriche, et a obtenu l'appui de l'Angleterre. Il y a eu une tentative d'invasion en 1589 sous la direction de Francis Drake, conduisant la flotte anglaise. Antoine a poursuivi sa lutte pour ses droits au trône jusqu'à sa mort.

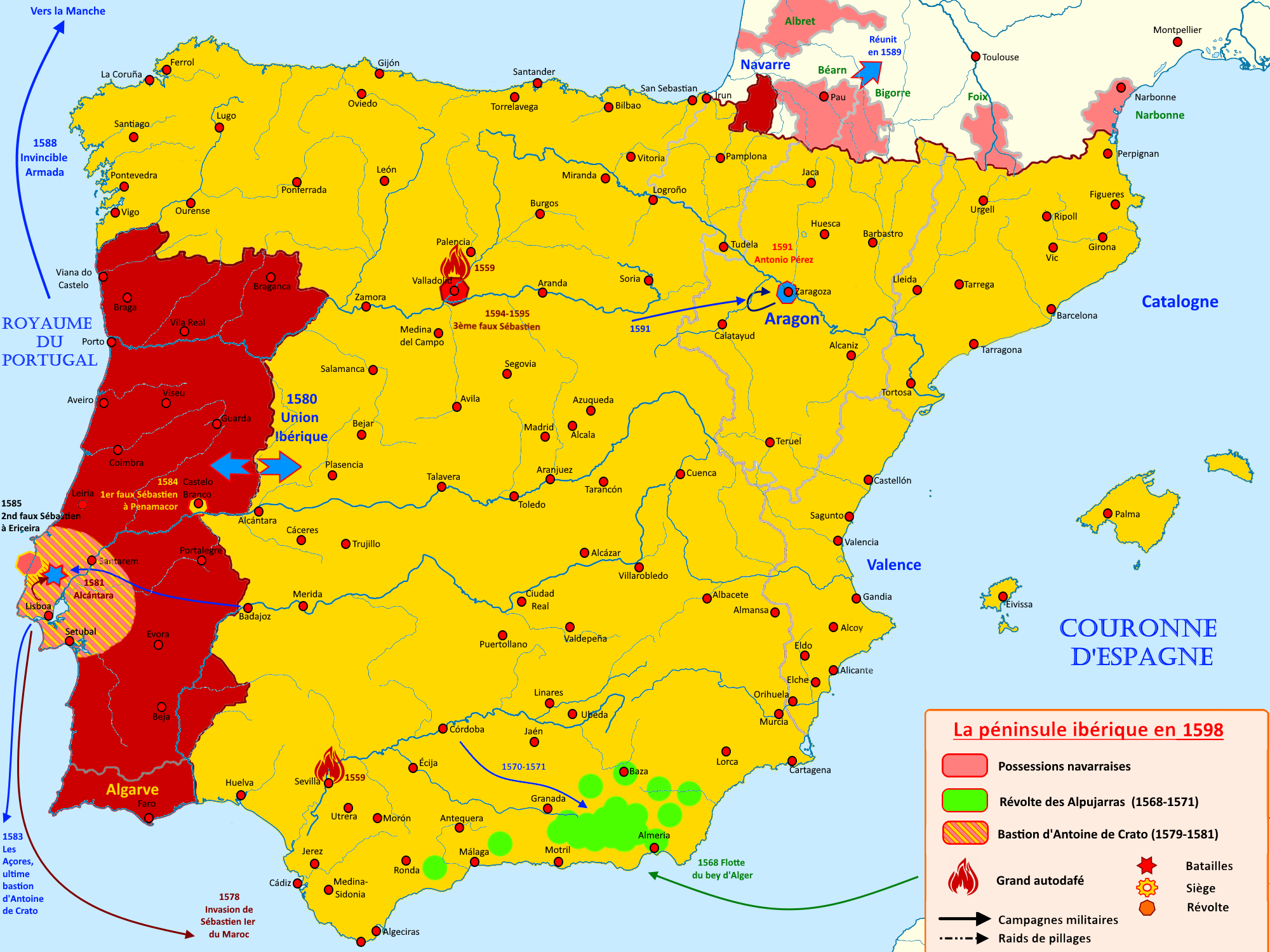
La guerre de succession portugaise

## Couronnement de Philippe

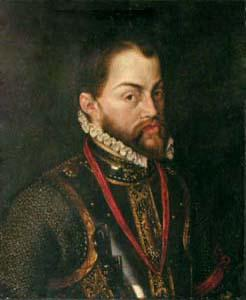
Philippe II d'Espagne, également roi du Portugal.

Une fois vaincue la résistance du dernier prétendant au trône, le 25 mars 1581, Philippe a été acclamé roi, sous le nom de Philippe Ier du Portugal et reconnu officiellement par les Cortes de Tomar.
L'acceptation du nouveau roi s'est faite sous la condition que les territoires portugais et ses colonies maintiennent leurs propres Cortes, droits et privilèges, sans être annexés à la Castille comme province espagnole.

## Conséquences
On ne peut discuter le fait que Philippe II avait un argument légitime pour réclamer le trône, mais comme il arrive dans les problèmes dynastiques de l'époque, cela a soulevé des controverses. En tout cas, la vie a été calme et sereine sous les deux premiers rois autrichiens ; ils ont maintenu le statut du Portugal, en donnant aux nobles d'excellents postes à la cour espagnole. Le Portugal a maintenu son gouvernement, son indépendance, sa monnaie et ses lois. De fait, il a été proposé de translater la capitale impériale à Lisbonne.

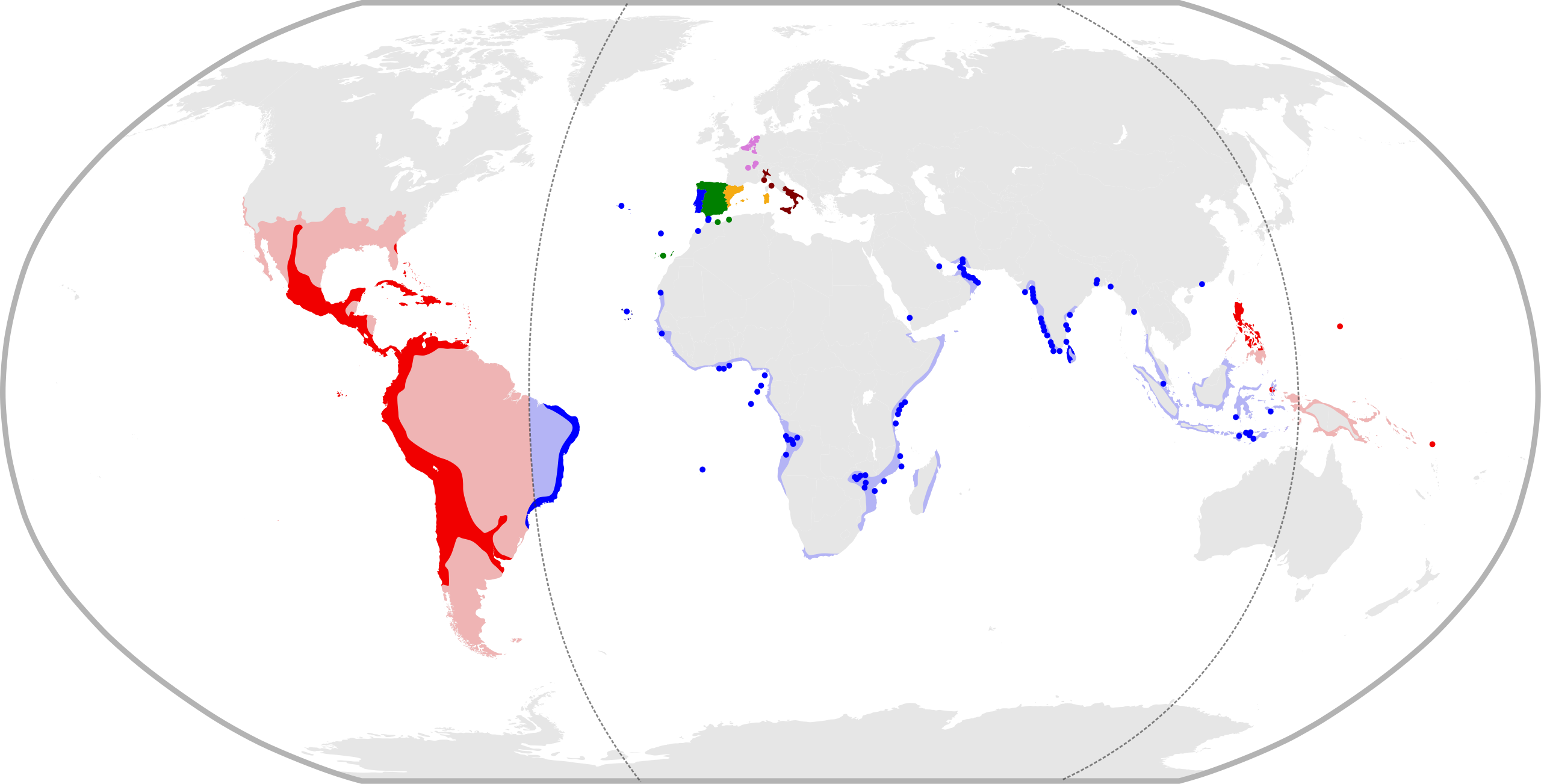
L'Empire de Philippe II en 1598, où on distingue le domaine relevant de chaque Conseil territorial dans le système polysinodique de la Monarchie Catholique
Territoires relevant du Conseil de Castille
Territoires relevant du Conseil d'Aragon
Territoires relevant du Conseil du Portugal
Territoires relevant du Conseil d'Italie
Territoires relevant du Conseil des Indes
Territoires relevant du Conseil des Flandres, comprenant les territoires disputés avec les Provinces Unies.

L'union dynastique du Portugal et de la Castille faisait naître un bloc territorial d'une grande étendue dans le monde.
Cependant, le Portugal a vu décroître sa richesse graduellement. Bien qu'étant un état autonome, il a été utilisé par les Habsbourg et ses colonies ont été attaquées par les Provinces-Unies et l'Angleterre, ennemies irréductibles de l'Espagne. Ils ont été entrainés dans la guerre néerlando-portugaise, qui fait partie de la guerre de Quatre-Vingts Ans et de la guerre anglo-espagnole.
Soixante ans après, Jean, 8e duc de Bragance (1604-56), a accepté le trône que lui offrait la noblesse portugaise, qui se voyait déçue par le régime des rois autrichiens, devenant Jean IV de Portugal. Il était le petit-fils de Catherine, la duchesse de Bragance, qui en 1580 avait réclamé la couronne portugaise et le fils de Théodose II. Jean est monté sur le trône du Portugal (dont il était le légitime héritier) au moyen d'un coup d'État qui eut lieu le 1er décembre 1640, contre le roi Philippe III (également Philippe IV).
Durant toute l'époque de la dynastie des rois espagnols, il y eut un grand nombre d'imposteurs que se faisaient passer pour le roi Sébastien Ier, les plus remarquables étant ceux qui sont apparus en 1584, 1585, 1595 et 1598. Le Sébastianisme, la légende selon laquelle le jeune roi retournerait au Portugal un jour de brouillard, s'est maintenu jusqu'à l'époque moderne, et beaucoup de personnes, jusqu'à la fin du XIXe siècle ont cru que cela pouvait se produire.